# Cantonul Brou
Cantonul Brou este un canton din arondismentul Châteaudun, departamentul Eure-et-Loir, regiunea Centru, Franța.

## Comune
| Comune                    | Populație (1999) | Cod poștal | Cod INSEE |
| ------------------------- | ---------------- | ---------- | --------- |
| Brou                      | 3.713            | 28160      | 28061     |
| Bullou                    | 205              | 28160      | 28066     |
| Dampierre-sous-Brou       | 446              | 28160      | 28123     |
| Dangeau                   | 775              | 28160      | 28127     |
| Gohory                    | 222              | 28160      | 28182     |
| Mézières-au-Perche        | 136              | 28160      | 28250     |
| Mottereau                 | 142              | 28160      | 28272     |
| Saint-Avit-les-Guespières | 307              | 28120      | 28326     |
| Unverre                   | 977              | 28160      | 28398     |
| Vieuvicq                  | 399              | 28120      | 28409     |
| Yèvres                    | 1.707            | 28160      | 28424     |